# Chiesa di Santa Maria (Purton)
La chiesa di Santa Maria (in inglese St Mary's church), anche nota come chiesa della Santa Vergine Maria, è la parrocchiale anglicana che si trova nella piccola frazione di Church End a Purton, villaggio e parrocchia civile della contea del Wiltshire nel Sud Ovest dell'Inghilterra, Regno Unito. 
La storia del luogo di culto inizia attorno al XII secolo, rientra nella diocesi di Bristol ed è considerato un monumento di prima categoria per il suo particolare interesse storico e architettonico.

## Storia

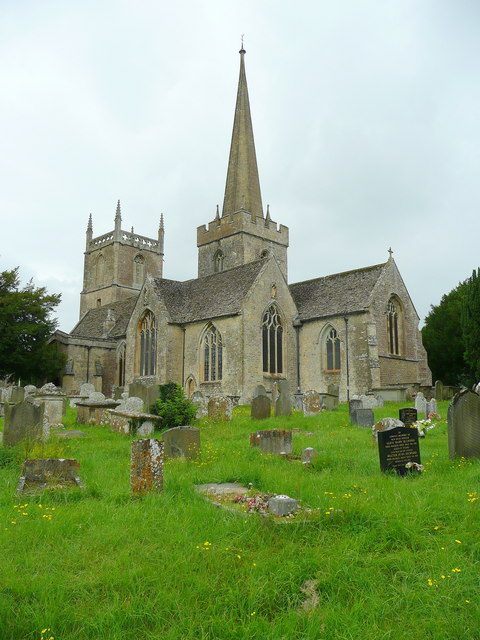
Chiesa parrocchiale di Purton col suo cimitero

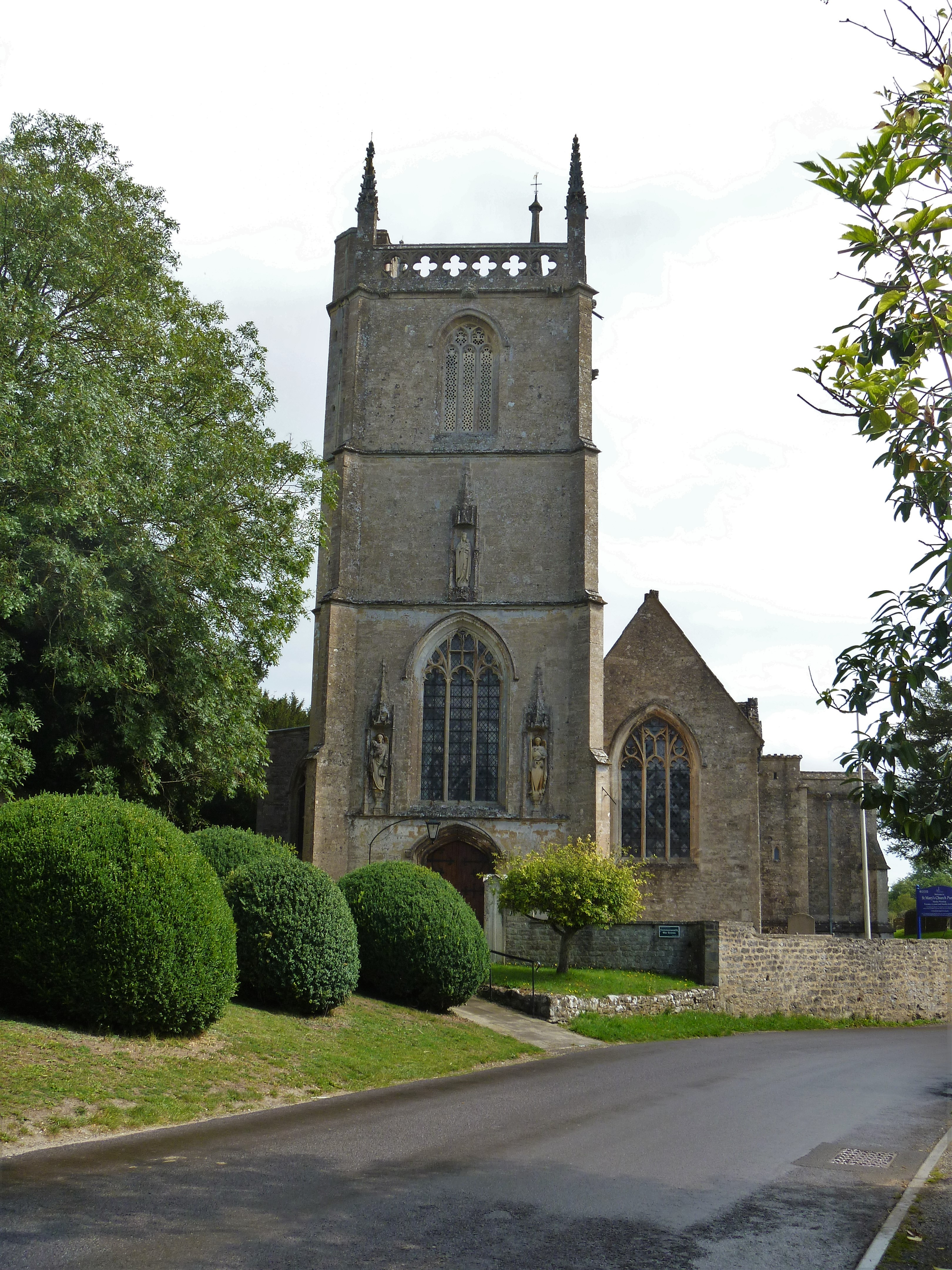
Torre della chiesa

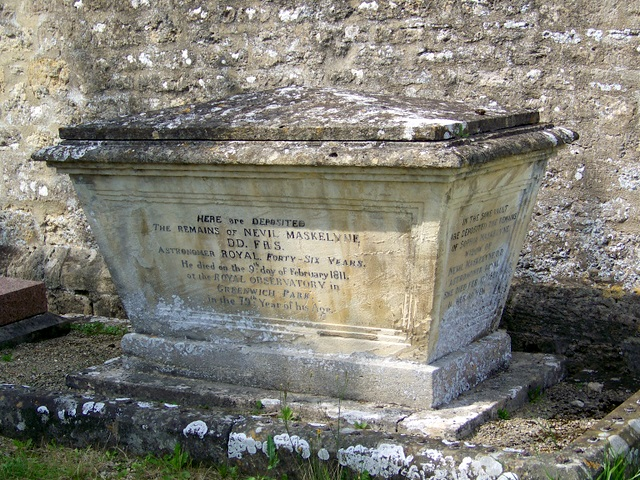
Tomba di Nevil Maskelyne conservata accanto alla chiesa

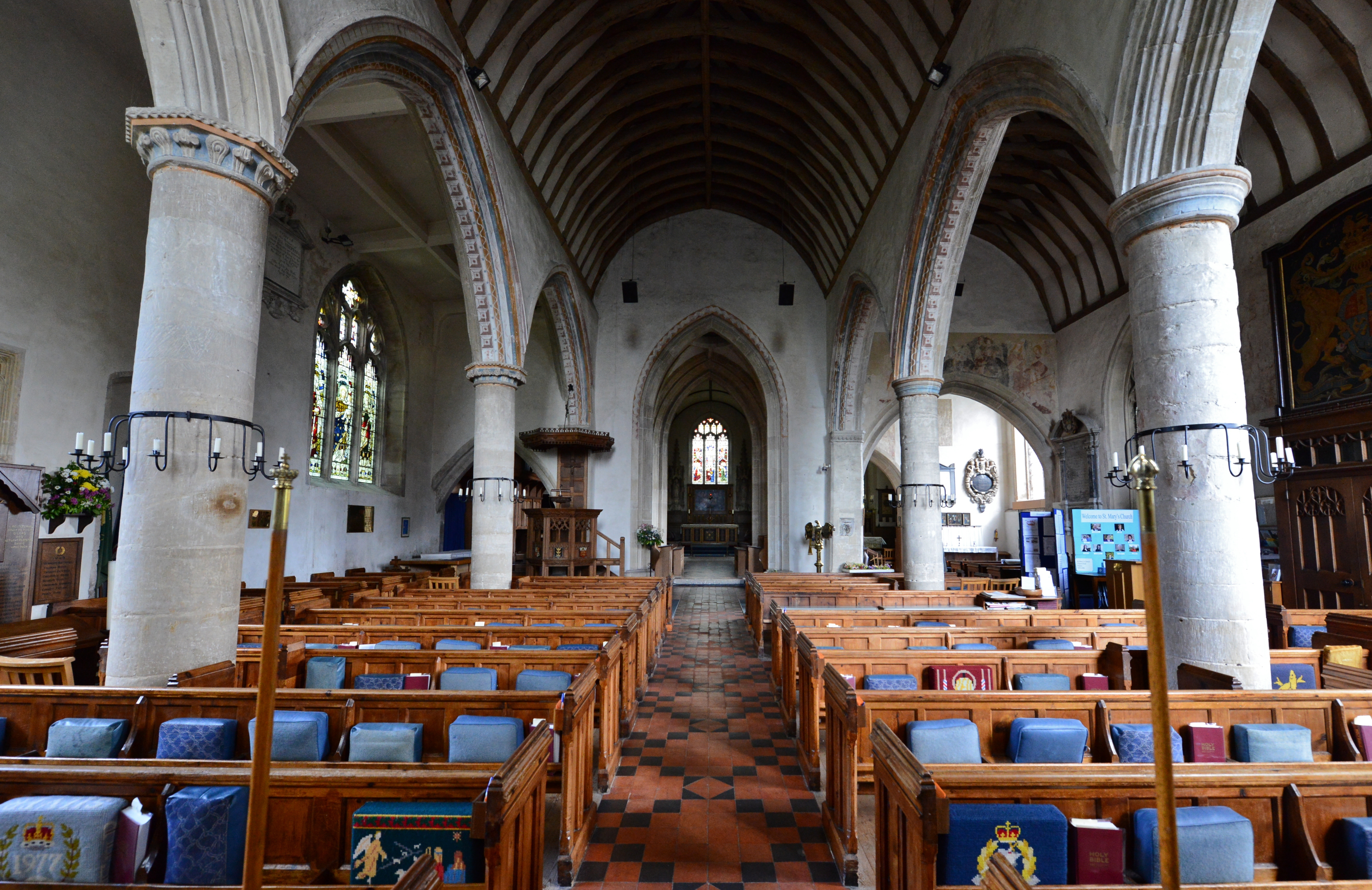
Interno della sala con le sue tre navate

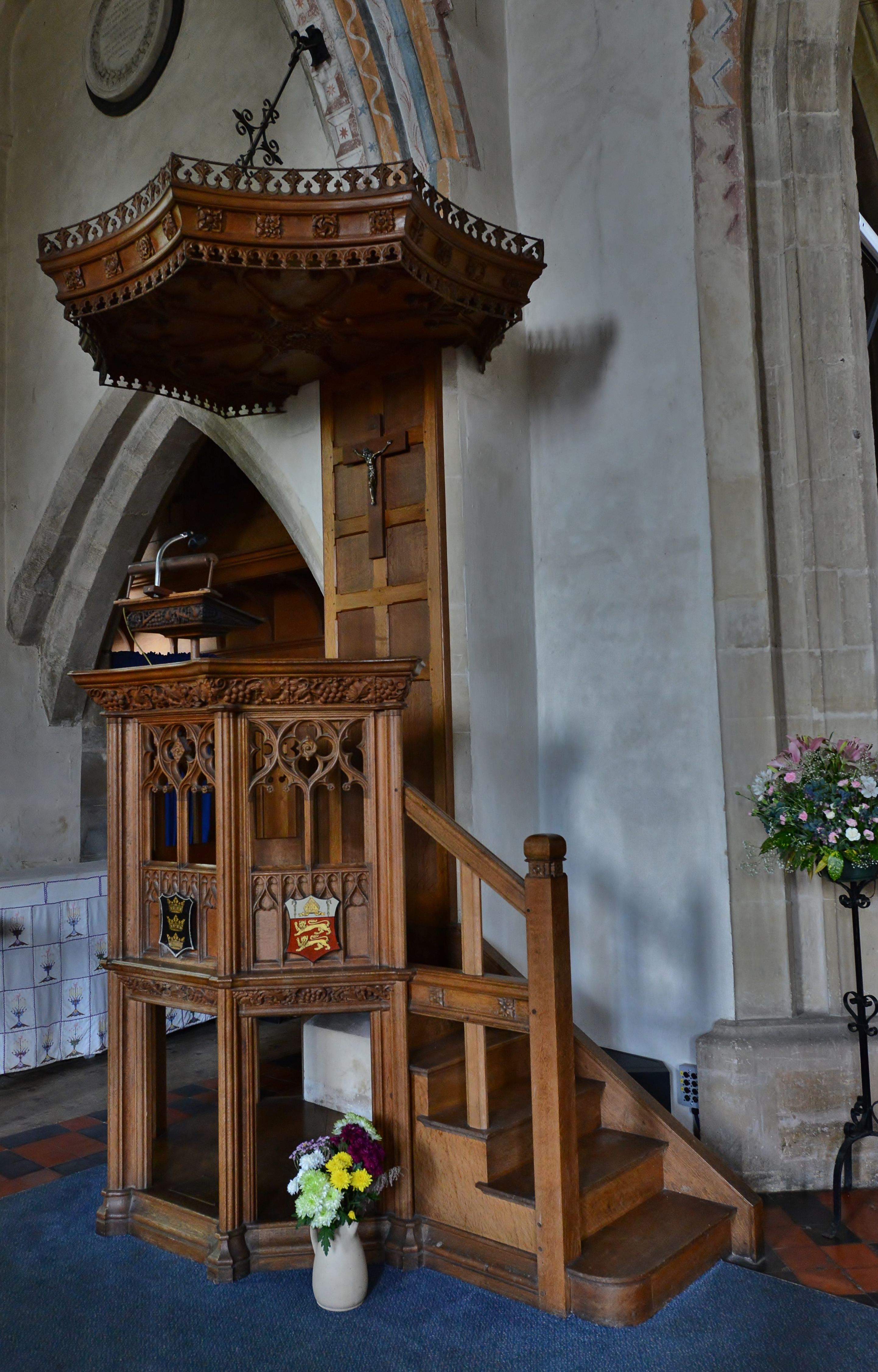
Pulpito

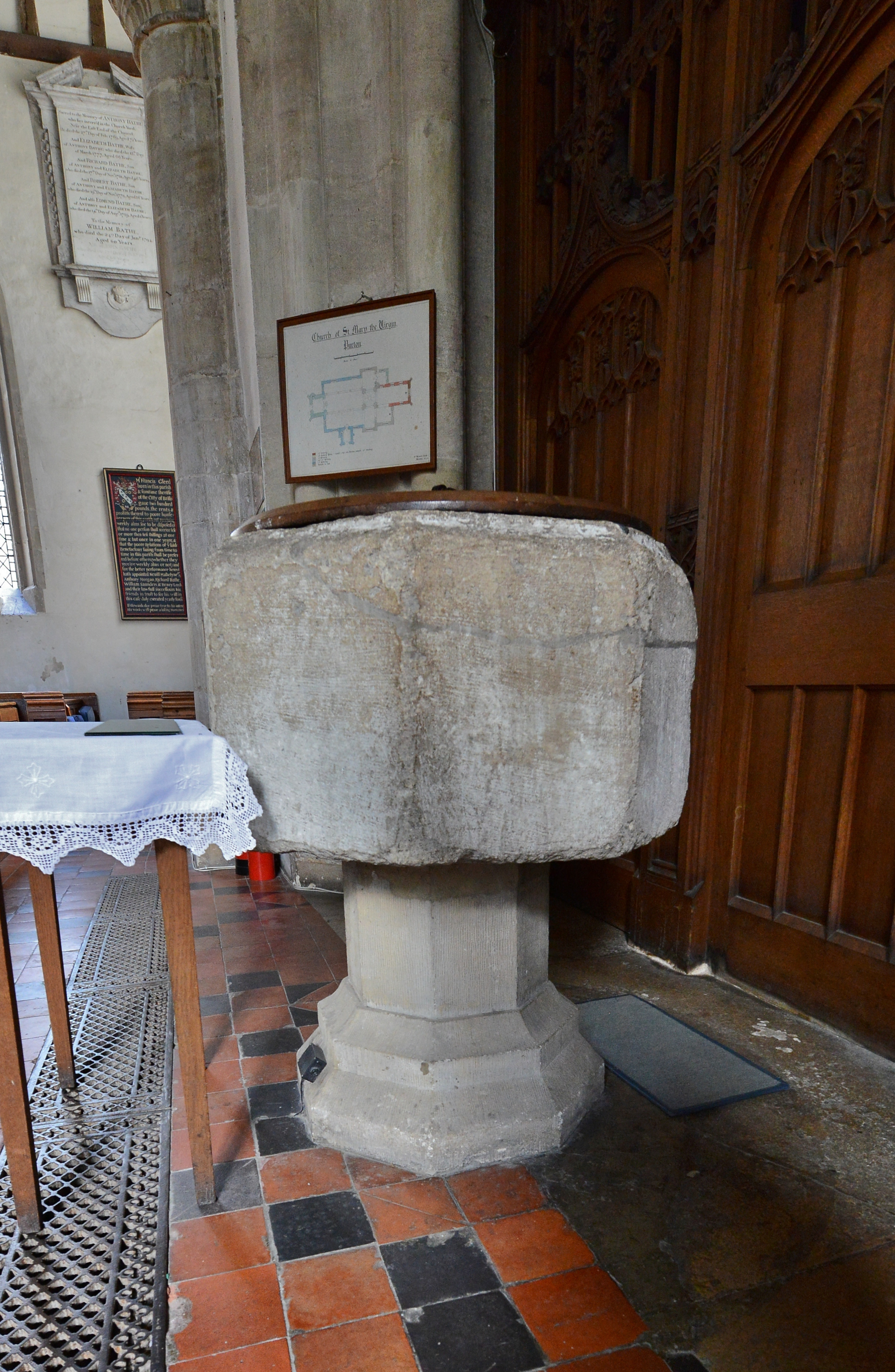
Fonte battesimale

Prima della conquista normanna è probabile che l'abbazia di Malmesbury costruisse una chiesa nella sua tenuta di Purton anche se nessuna chiesa risulta registrata nel Domesday Book del 1086 sul sito. Solo più tardi, nel 1151, la chiesa di Purton fu elencata tra i possedimenti dell'abbazia e nel 1177 papa Alessandro III concesse all'abbazia la licenza di farla sua. Sebbene questa concessione venisse rinnovata da papa Celestino III nel 1191, sembra che non sia stata applicata. Ci sono tuttavia alcune prove che suggeriscono che la chiesa pagasse all'abbazia una retta, secondo l'abate Guglielmo di Colerne, e il rettore di Purton era solito pagare al convento la somma di quattro marchi. L'abbazia si appropriò formalmente della chiesa solo nel 1276, quando l'ultimo rettore, Maestro Bayamund de Vicia, si dimise in cambio di una pensione annua a vita. A quel tempo la chiesa aveva già anche un vicario. Successivamente, fino al 1515, quando l'avvocatura fu affittata a Richard Pulley e ai suoi eredi, furono loro a nominare il vicario. Con lo scioglimento dell'abbazia nel 1539, l'avvocatura tornò alla Corona e nel 1544 fu concessa, insieme alla canonica, a Edmund Bridges. I suoi eredi mantennero l'avvocatura fino al 1610, quando Gray Bridges, Lord Chandos, vendette la tenuta ad Anthony Ashley. L'avvocatura rimase di proprietà dei discendenti di Ashley, in seguito conti di Shaftesbury, sebbene nel 1771 il vescovo di Salisbury avesse presentato come successore John Prower. Nel 1960 l'avvocatura fu trasferita dai conti di Shaftesbury al vescovo di Bristol.
Dal punto di vista strutturale nel XIV secolo fu eseguito un ambizioso rimodellamento della chiesa a partire dall'estremità orientale. Fu aggiunta una cappella sul lato sud del presbiterio e fu creato un arco per collegare presbiterio e cappella. A tale lavoro seguì la costruzione di un progetto unitario di una crociera a volta, coronata da una torre e una guglia, e di transetti simmetrici. Venne costruita una scala che conduce dal transetto nord a un'alta camera della torre, precedentemente divisa in una cella campanaria inferiore e una camera superiore. Le modifiche del XV secolo furono poi estese. Il programma decorativo e le modifiche al presbiterio furono sontuosi, ma le modifiche realmente apportate alla navata indicano che i parrocchiani volevano evitare di esagerare con le spese. La navata fu rialzata e circa un metro di pietra fu aggiunta ai pilastri, ma i vecchi capitelli furono riutilizzati sotto nuovi archi formati con molte delle vecchie pietre. La navata sud fu allargata ed entrambe le navate furono dotate di nuove finestre. Fu aggiunto un portico meridionale, con alloggi riscaldati per i sacerdoti in un piano superiore e una nicchia riccamente intagliata. A ovest della porta nord bloccata della navata rimase una nicchia simile a quella del portico, ed entrambe presentano ancora tracce di colore. Nel presbiterio le finestre furono sostituite e quella orientale fiancheggiata da nicchie con un'altra sottostante, poi distrutta. Altri nuovi elementi in pietra includevano sedili, un sepolcro pasquale e due pannelli perpendicolari dietro gli stalli del coro. L'ultima parte dell'ala est ad essere costruita fu la piccola aggiunta a nord, forse da sempre destinata a sagrestia. La torre occidentale sembra essere stata edificata antecedentemente alla navata, leggermente angolata e probabilmente con l'intento di creare un punto di riferimento significativo per chi osservava la chiesa e l'intero complesso signorile. Il palco più alto e la decorazione con elaborate nicchie sono contemporanei agli altri abbellimenti quattrocenteschi. La chiesa subì un importante restauro tra il 1871 e il 1872. L'architetto fu William Butterfield, e il pavimento piastrellato con le panche che ha progettato sono sopravvissuti.

## Descrizione
L'English Heritage ha inserito dal 17 gennaio 1955 la chiesa di Santa Maria a Purton tra gli edifici storici come monumento classificato di prima categoria col numero 1283956. Il luogo di culto rientra nella diocesi di Bristol.

### Esterni
Il luogo di culto si trova a est dell'abitato di Purton, villaggio e parrocchia civile nel Sud Ovest, Inghilterra, Regno Unito. Come particolarità distintiva la chiesa di Purton è una delle sole tre chiese parrocchiali medievali inglesi dotate sia di una torre centrale con guglia sia di una torre laterale. Le altre due sono la chiesa di Sant'Andrea di Wanborough e la chiesa dei Santi Pietro e Paolo di Ormskirk. L'edificio si trova in posizione leggermente elevata alla curva della strada, e la torre occidentale chiude la vista verso est. Costruita in pietrisco calcareo con tetti in ardesia e piombo, la chiesa è il risultato di diverse fasi costruttive, sebbene l'esterno sia in gran parte in stile gotico inglese. Nel suo insieme è formata da una navata centrale con navate laterali nord e sud, una torre centrale con transetto nord e sud, un presbiterio con una sacrestia a nord, una cappella a sud, e una torre occidentale. Sembra probabile che una chiesa cruciforme con torre centrale esistesse già nel XII secolo, se non prima. La parte orientale del porticato sud potrebbe essere del XII secolo e una pietra scolpita di quel periodo è stata riutilizzata riposizionandola.
La torre laterale ovest del XV secolo si alza su tre piani, con parapetto superiore in pietra traforata con forma di croce e pinnacoli posti ai quattro angoli. Vi sono contrafforti angolari con meridiana e torretta con scala a nord. Nel cimitero di fronte alla cappella sud si trovano i gradini, la base e il fusto di una croce di pietra. Lord Shaftesbury donò il terreno per ampliare il lato nord del cimitero nel 1872  così come fece C. M. Beak dopo aver acquistato la casa padronale di Purton nel 1895. Un tasso molto antico con un tronco cavo si trova nel cimitero, non lontano dal portico sud.

### Interni
Gli interni sono di grandi dimensioni, con navata centrale a tre campate separata dalle navate laterali da colonne rotonde e capitelli del XIII secolo, con possibile riferimento orientale del XII secolo a sud e con archi a tutto sesto sul lato nord, rialzati e sorretti da archi successivi del XIV secolo. La copertura interna è a capriate con travi. Anche i transetti hanno tetto a capriate a travi e archi verso le cappelle orientali. Il presbiterio, risalente al XIII secolo, conserva una finestra murata solo sul lato nord e i gradini vanno verso est. La volta è a botte e i sedili sono in legno. Vi sono nicchie a baldacchino con motivi a uncinetto molto elaborate sulla parete est con mensole raffiguranti angeli. La cappella del presbiterio sud ha una campata, con tetto a falde. La navata sud è anch'essa con tetto a capriate a falde indipendenti. La navata nord ha tetto a bassa falda su travi e arcarecci smussati. Nella cappella del presbiterio nord è posto l'organo a canne. Il fonte battesimale ottagonale in pietra calcarea è semplice ed è posto all'estremità ovest della navata. Il pulpito aperto in quercia è del XIX secolo, opera gotica con baldacchino e trafori intagliati. Vi sono diversi dipinti murali. La navata sud presenta una scena del Giudizio Universale liberamente interpretata sull'arco del transetto. Una figura che mostra le stimmate si trova sopra la porta sud con ruota idraulica. Altre scene sono conservate nel transetto sud. Nella sala sono conservati numerosi monumenti funebri.